# ヒマラヤエンゴサク
ヒマラヤエンゴサク（喜馬拉雅延胡索）は（学：Corydalis flexuosa）、ケシ科キケマン属に属する多年草。学名をそのまま読んで、コリダリス・フレクスオーサとも呼ばれる。

## 特徴
中国のヒマラヤ山脈原産の多年草で、現在は「チャイナ・ブルー」として流通している。草丈は40cm程度で、草姿はエンゴサクに似る。春頃に4～5月の青色の花を咲かせる。根茎を持ち、開花後に地上部は急速に枯れて休眠期に入る。夏を越した株は、秋頃に芽が出てきて、厳寒期はロゼット状態で冬を越える。この成長サイクルはメコノプシス属に似る。花は斜め下向きに咲き、キケマン属には珍しい青色～青紫色の花を咲かせる。後ろ側にはやや彎曲した目立つ距を付ける。この距がキケマン属の名前の由来になっている。（後述）葉は深裂し、レース状になり、横に広く伸びる。高山植物の為、暑さには非常に弱いが、寒さにはかなり強い。また、耐陰性にも優れ、日影でも育てる事が出来る。土壌は、やや水持ちの良い肥沃な土壌を好む。夏越しは、半日陰、もしくは間接光が当たる環境で夏越しさせると良い。わが国にいつ渡来してきたかは不明である。

## 繁殖方法
無性生殖、有性生殖どちらも可能。但し、実生の場合、休眠打破の工程が必須となる。